# متلر (کالیفرنیا)
متلر (به انگلیسی: Mettler) یک منطقهٔ مسکونی در ایالات متحده آمریکا است که در شهرستان کرن، کالیفرنیا واقع شده‌است. متلر ۰٫۶۰۳ کیلومتر مربع مساحت و ۱۳۶ نفر جمعیت دارد و ۱۶۵ متر بالاتر از سطح دریا واقع شده‌است.